# 강천중학교
강천중학교(康川中學校)는 대한민국 경기도 여주시 강천면 간매리에 있는 공립 중학교이다.

## 학교 연혁
- 1977년 4월 30일 : 강천중학교 설립인가(9학급)
- 1978년 2월 28일 : 본관 건물 및 부속 건물 3동 준평
- 1978년 3월 1일 : 초대 김혁기 교장 취임
- 1978년 3월 10일 : 개교 및 제1회 입학식 거행(143명)
- 1978년 11월 30일 : 교실 증축 및 부대시설 준공 공사
- 2000년 3월 2일 : 라파엘의 집 분교 개교
- 2021년 10월 24일 : 강솔관(체육관) 준공
- 2025년 1월 7일 : 제45회 졸업식 14명(총 2,329명)
- 2025년 3월 1일 : 제22대 조성열 교장 취임
- 2025년 3월 4일 : 제49회 입학식(17명)

## 참고 자료
- 강천중학교 - 한국교육학술정보원 학교알리미